# Bærøy
Bærøy est une île de la commune de Kragerø ,  dans le comté de Telemark en Norvège.

## Description
L'île de 2,58 km2  est située à 1,5 km directement à l'est du centre de l'archipel de Kragerø et dispose d'une liaison par ferry exploitée par Kragerø Fjordbåtselskap (en). La traversée en ferry dure env. 10 minutes. 
Avec 96 résidents permanents l'île, avec ses 520 résidents d'été, est la plus habitée de Kragerø en été.
Il y a une carrière de quartz sur Gulodden sur le côté ouest de l'île. Celle-ci a fonctionné entre 1907 et 1982. Plus tard, elle a été transformée en zone de résidences pour les vacances avec 29 chalets et 2 immeubles. Sur Bærøy, il y a huit kilomètres de routes et de chemins.